# 彭大順
彭 大順（ほう だいじゅん、Péng Dàshùn、? - 1861年）は、太平天国の指導者の一人。
石達開の部隊に属し、拡天燕に封ぜられた。1857年に石達開が太平天国から離脱するとそれに従い、3年に渡って江西省・浙江省・福建省・湖南省を転戦した。1860年に広西省に達したとき、彭大順らは石達開に天京への帰還を提言したが、石達開は聞き入れなかったため、彭大順・吉慶元・朱衣点・汪海洋らは配下の20万の兵を引き連れて石達開と別れた。彼らは広西省を出発して、湖南省・江西省を経て福建省に入り、汀州と連城を占領した。しかし翌年、出発しようとするところに敵襲を受け、彭大順は戦死した。